# MKS Dąbrowa Górnicza
MKS Dąbrowa Górnicza (fullständigt namn på polska: Miejski Klub Siatkarski Dąbrowa Górnicza, ungefär kommunala idrottsklubben Dąbrowa Górnicza) är en sportklubb från Dąbrowa Górnicza, Polen. Klubben grundades 1992. Ursprungligen hade den bara fotboll och basket på programmet. Volleyboll och friidrott tillkom 1994, simning 1998 och brottning 1999. Dess herrbasket och damvolleybollag är de mest framgångsrika och har bägge spelat i respektive högsta serie. Damvolleybollaget vann Puchar Polski två gånger (2012 och 2013) och kom som bäst tvåa i Tauron Liga innan laget lades ner av ekonomiska skäl 2019.